# Regina Volpato
Regina Paula Volpato Rennó, más conocida como Regina Volpato (São Paulo, 6 de marzo de 1968), es una presentadora de televisión, periodista y escritora brasileña.

## Biografía y carrera
Se graduó en Comunicación Social con especialización en Relaciones Públicas en la Escuela de Comunicación y Artes (ECA) de la USP en 1989.
En 1990, Regina inició su carrera en la Fundación Roberto Marinho como periodista.
En 1998, Band la contrató como reportera. En 2001, con la fundación del canal BandNews, migró a la nueva emisora, donde se convirtió en presentadora del noticiero nocturno.
En 2004 ganó protagonismo nacional cuando fue contratada como presentadora de la primera fase de Casos de Família, en SBT. En 2009 decidió dejar la emisora por estar en contra de la reformulación que sufriría el programa, cambiando el tono de debate familiar con la ayuda de psicólogos, sin histeria, a un formato considerado más "sensacionalista" por la prensa, utilizando la historia. de las familias de una manera más expuesta y sin intención de solucionarlas (estilo escándalo).
El 28 de julio de 2011 firmó contrato con RedeTV!, donde presentó Manhã Maior junto a Daniela Albuquerque hasta 2012. Entre 2012 y 2013, comandó el periodístico Se Liga Brasil, transmitido todas las mañanas por el mismo canal.
En 2016, la periodista creó un canal de YouTube titulado Regina Volpato, donde publica el segmento semanal Prazer, eu sou (Placer, yo soy), donde entrevista a personas auténticas, originales, inconformistas, humorísticas, audaces; que han logrado o se dedican a la búsqueda del empoderamiento.
En 2017, lanzó su primer libro de crónicas, llamado Mudar Faz Bem (Cambiar Hace Bien).
En diciembre de 2017 fue contratada por TV Gazeta para cubrir las vacaciones de Catia Fonseca en el programa Mulheres del 8 de enero de 2018. En febrero, debido al paso de Catia a Band y también a los buenos resultados que obtuvo al frente de la atracción durante su período provisional contrato, Regina se hizo oficialmente efectiva como presentadora titular de Mulheres. Al anunciar su contratación, TV Gazeta también comunicó que la atracción sufrirá reformulaciones.

## Vida personal
Estuvo casada y actualmente es soltera. Tiene una hija llamada Rafaela Volpato.